# فتح‌آباد (ساردوئیه)
فتح‌آباد روستایی در دهستان ساردوئیه بخش ساردوئیه شهرستان جیرفت استان کرمان ایران است.

## جمعیت
بر پایه سرشماری عمومی نفوس و مسکن در سال ۱۳۹۵ این روستا بدون جمعیت بوده‌است.